# Kater
Kater (tiếng Anh: Tomcat) là một bộ phim Áo năm 2016 của đạo diễn Klaus Händl. Nó được chiếu trong phần Toàn cảnh tại Liên hoan phim quốc tế Berlin lần thứ 66, nơi nó đã giành được Giải thưởng Teddy là phim hay nhất phim truyện liên quan đến LGBT của liên hoan phim.
Ngôi sao điện ảnh Philipp Hochmair trong vai Andreas và Lukas Turtur trong vai Stefan, một cặp đồng tính nam khá giả ở Vienna có mối quan hệ được kiểm tra khi Stefan, trong cơn giận dữ bất ngờ bùng phát dữ dội, giết chết con mèo cưng Moses của họ. Tên tiếng Đức gốc của bộ phim là chơi chữ với các từ tiếng Đức giống hệt nhau cho (một người đàn ông) con mèo và nôn nao.

## Diễn viên
- Philipp Hochmair [de] vai Andreas
- Magdalena Kronschläger [de]
- Lukas Turtur vai Stefan
- Vitus Wieser [de] vai Officer Rieger